# 中村英生
中村 英生（なかむら ひでお）は、日本の元子役。
主に７０年代、テレビドラマや映画で活躍した。

## 出演作品
映画
- 影の爪（1972年、松竹） - 広池息子 役
- 陽のあたる坂道（1975年、東宝） - 信次（幼少期）役
- 人魚がくれたさくら貝（1980年、東宝） - 定男 役

テレビドラマ
- 気になる嫁さん - 第37話「結婚サギ師をだますには…」第38話「母を求めて」（1972年、日本テレビ）
- 特別機動捜査隊 - 第603話「同棲の軌跡」（1973年、NET）
- 大江戸捜査網 第4シリーズ - 第603話「死を呼んだ花火地獄」（1974年、東京12チャンネル）
- 破れ傘刀舟悪人狩り - 第10話「三匹のカラス」（1974年、NET） - 太吉 役
- 仮面ライダーストロンガー 第27話「改造魔人! デルザー軍団現わる!!」（1975年、MBS）
- 遠山の金さん - 第39話「松風聴いた母子草」（1976年、NET）
- ぐるぐるメダマン（1976年 - 1977年、東京12チャンネル） - スパナ（浦野紀男） 役
- ザ・カゲスター 第14話「カマキラーの人形作戦!」（1976年、NET） - マサオ 役
- Gメン'75 - 第140話「十五年前の遺留指紋」（1978年、TBS） - 谷口刑事（少年時代） 役
- スパイダーマン - 第16話「名犬よ 父のもとへ走れ」（1978年、東京12チャンネル） - 松木イサム 役
- 銭形平次 - 第629話「源太の証言」（1978年、CX） - 源太 役
- 半七捕物帳 - 第11話「お化け半鐘」（1979年、ANB）
- 土曜ワイド劇場「歪んだ星座 受験戦争連続殺人」（1979年、テレビ朝日） - 宮坂章一 役
- 熱中時代・刑事編 - 第3話「熱中刑事苦心の張込み」（1979年、日本テレビ） - 菊村雄一の弟 役
- 特捜最前線 - 第152話「手配107・凧をあげる女！」（1980年、テレビ朝日） - 大沢正一 役